# 녹영군

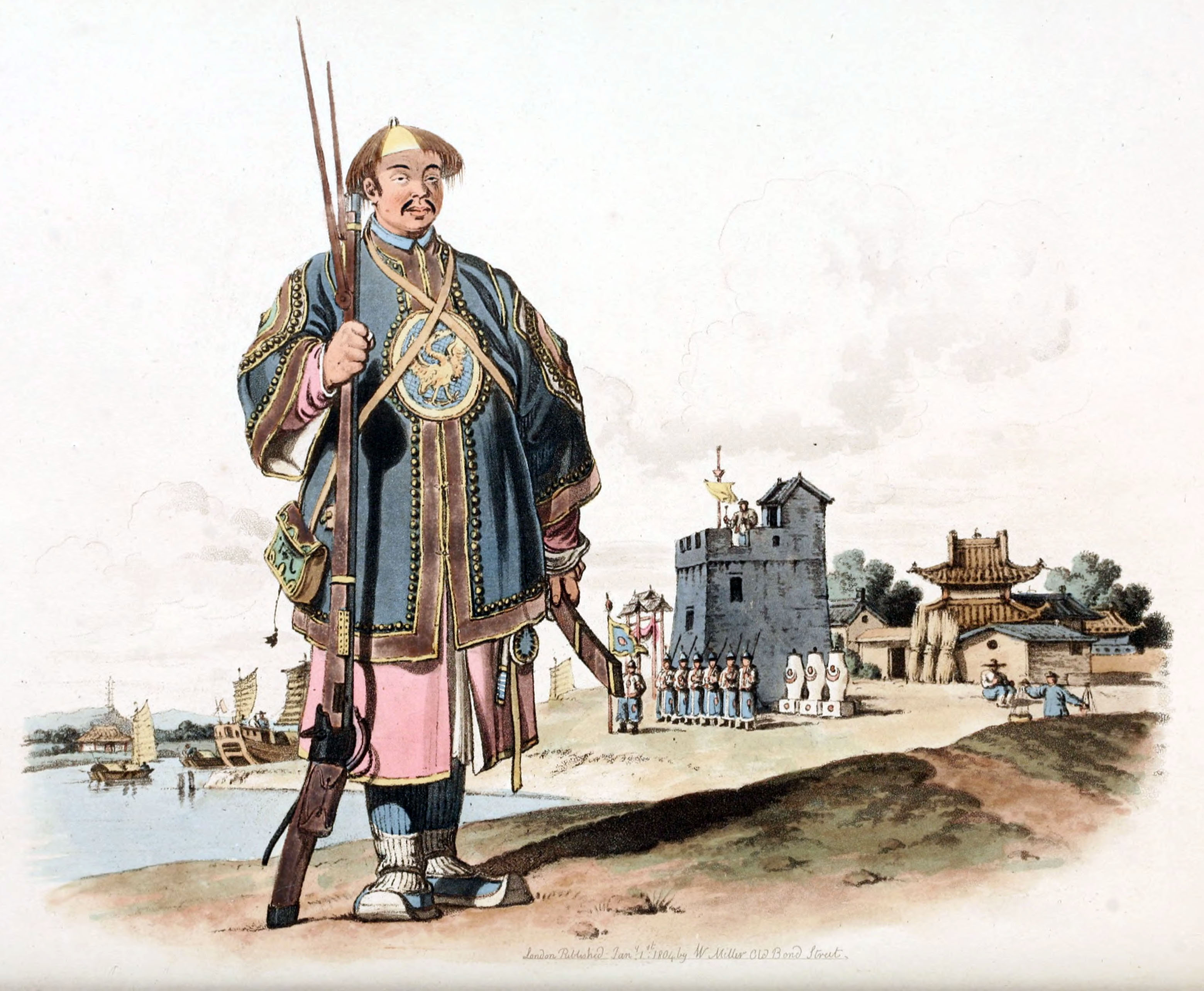
19세기 초 녹영의 병사

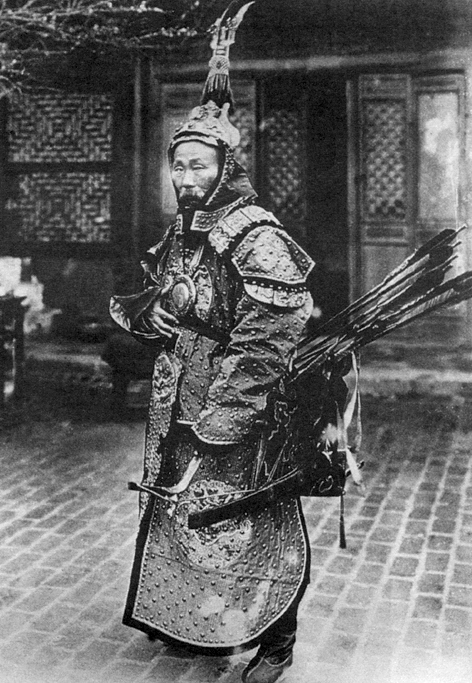
청나라 말기 녹영의 장군, 강서제독 소원춘

녹영군, 녹영(綠營, 만주어: ᠪᡳᡠ᠋ᠸᠠᠩᡤᡳᠶᠠᠨ
ᡨᡠᡵᡠᠨ 니오왕기얀 투룬)은 한족으로 편성된 청나라의 정규군이다.

## 개요
1644년 순치(順治) 원년에 명나라가 멸망하고, 만주족이 청나라를 세우기 이전에 귀순한 한족들로 구성되었고, 녹색 깃발을 표식으로 삼았기 때문에 ‘녹영’이라고 불렀다. 만주족들에 의해 편성된 팔기군(八旗軍)을 보조하는 조직으로 창설되었지만, 강희(康熙) 연간, 삼번의 난 이후 크게 강화되었고 약체화되기 시작한 팔기군 대신 청군의 주력을 담당하게 되었다. 하지만 백련교도의 난에서는 전력의 저하를 드러났으며, 태평천국의 난에도 제기능을 못하게 되자 향용(鄉勇)과 단련(團練)으로 대체되었다.

## 기원
팔기제는 태조 누르하치가 설립한 군사, 사회, 경제적 조직이다. 누르하치를 계승한 태종 홍타이지는 팔기군의 휘하 부대로 각각 몽골인으로 구성된 부대인 몽골팔기와 한족으로 구성된 부대인 한족팔기를 새로 편성하여 창설했다. 청나라가 산해관에 들어갔을 무렵인 1644년에 팔기군은 30만 명 이상으로 늘어나 있었지만, 대륙 전역을 지배할 규모로는 충분하지 못했다. 그래서 청나라는 산해관에 들어가기 전에 항복을 했던 옛 명군출신 병사들을 따로 징발하여, 한족으로만 구성된 군사조직인 녹영을 창설했다.

## 변천
막강한 군사력을 자랑하던 팔기군은 대를 내려오면서 점차 귀족화되었고, 약화되었다. 이에 따라 청나라는 녹영의 군사력을 중요하게 여기게 되었다. 삼번의 난 때는 이미 40만 명의 녹영을 진압에 투입했으며, 녹영은 청나라의 군사력의 핵심을 차지하게 되었다. 삼번의 난 이후에도 크고 작은 군사 작전에 투입되기도 했지만, 태평성대가 오래 계속되었기 때문에, 팔기군뿐만 아니라 녹영 내부에서도 부패하게 진행되었다. 녹영을 사열한 건륭제는 타락한 녹영에 쓴소리를 했다고 한다. 아편전쟁과 태평천국의 난이 일어났을 때 녹영은 이미 전투력을 상실하고 있었고, 곳곳에서 패배를 당했다. 이렇게 초전에 두 전투에서 패배한 것은 청나라가 열세에 몰리게 된 원인이 되었다. 청나라 조정은 이를 우려하고 새롭게 상군과 회군, 향용과 같은 신흥군을 중시게 되었고, 동치 연간부터 녹영의 수는 점차 감소했다. 이에 따라 청나라의 군사력의 핵심을 차지하고 있던 녹영의 중요성은 청일 전쟁의 패배이후 점차 떨어지고 있었다. 광서제 때 발발한 무술정변 때, 청나라 조정은 서양식 훈련을 받는 새로운 군을 정규군으로 삼을 것이라고 선언하고, 이를 통해 녹영은 공식적으로 해체되었다.

## 편제
녹영은 한족들로 표(標), 협(協), 영(營), 신(汛) 등의 작전 단위로 구성되었다. 병사는 세습되었고, 아버지가 죽으면 아들이 군적에 편입되어 한인 장교의 지휘를 받았다. 녹영의 대부분은 명나라 제도를 답습했다. 다음과 같은 것은 한족식의 칭호로 그대로 채택되었다.
- 제독 (省/標)
- 총병 (鎭)
- 부장 (協)
- 참장 (營)
- 유격 遊撃
- 도사 都司
- 수비 (지방)
- 천총 (駐點)
- 파총 把總

녹영 대부분은 보병부대였지만, 기병과 수사(水師, 해군, 수군 부대)도 존재하고 있었다. 장비는 전통적인 냉병기인 도창, 활과 화살 외에 조총(화승총), 태창(2명 이상이 조작하는 대형 화승총)과 대포 등의 무기도 장비하고 있었으며, 늦어도 삼번의 난 무렵에는 화기가 사용되었던 것 같다. 가경 연간 발생한 정도(艇盗)의 난 때는 녹영의 수사는 다수의 대포를 탑재한 대형 병선을 건조, 투입해 진압에 나섰다. 아편 전쟁에서도 광저우, 샤먼, 주산군도 등에서 녹영 소속의 해안 포대와 병선이 영국 함대와 교전을 벌였고, 육지 각지의 전장에서 조총과 태창 등의 화기를 갖춘 녹영의 부대가 영국군 상륙 부대와 교전을 했다.

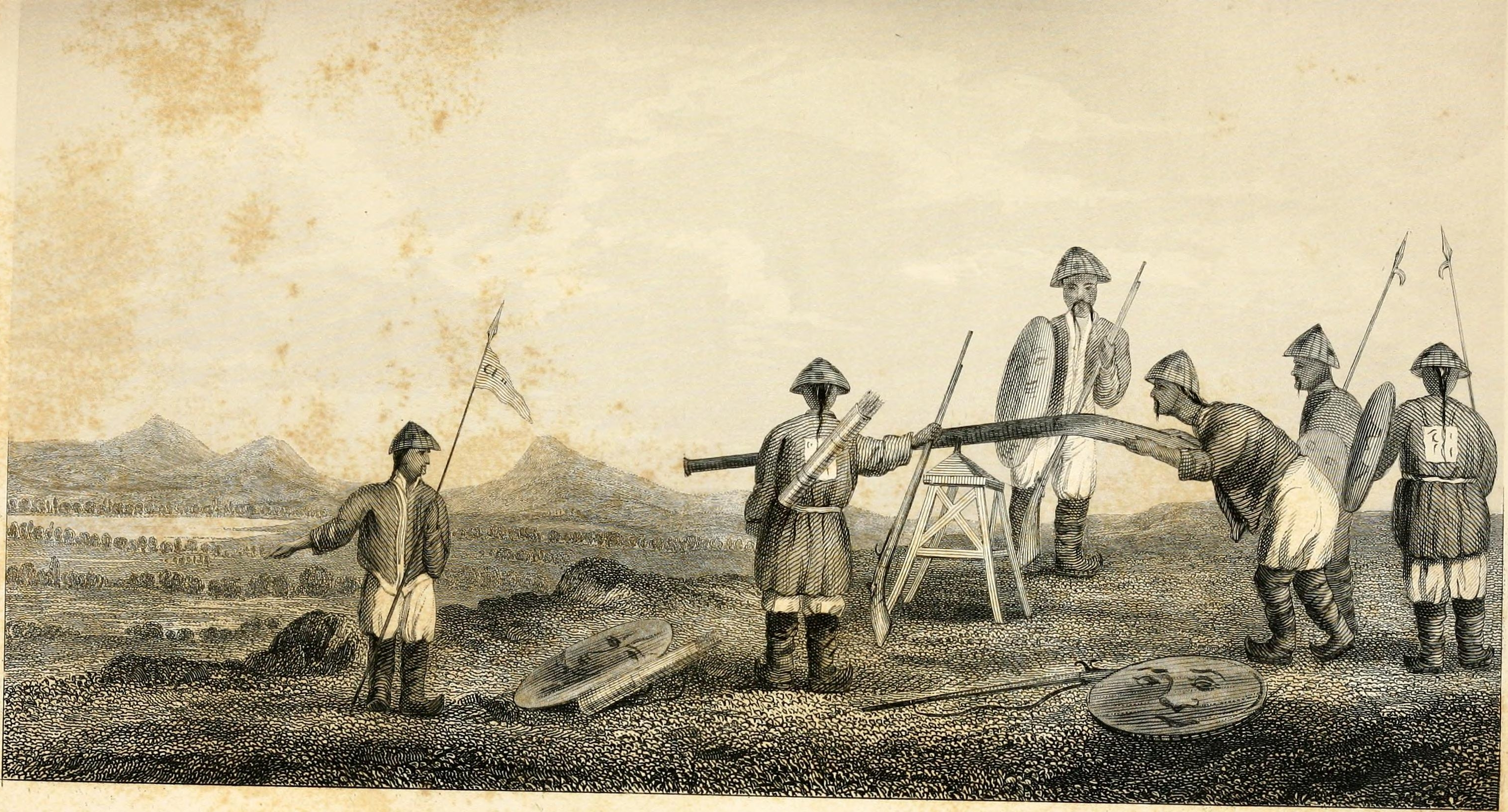
태창을 운영하는 녹영의 병사 (19세기 중반)
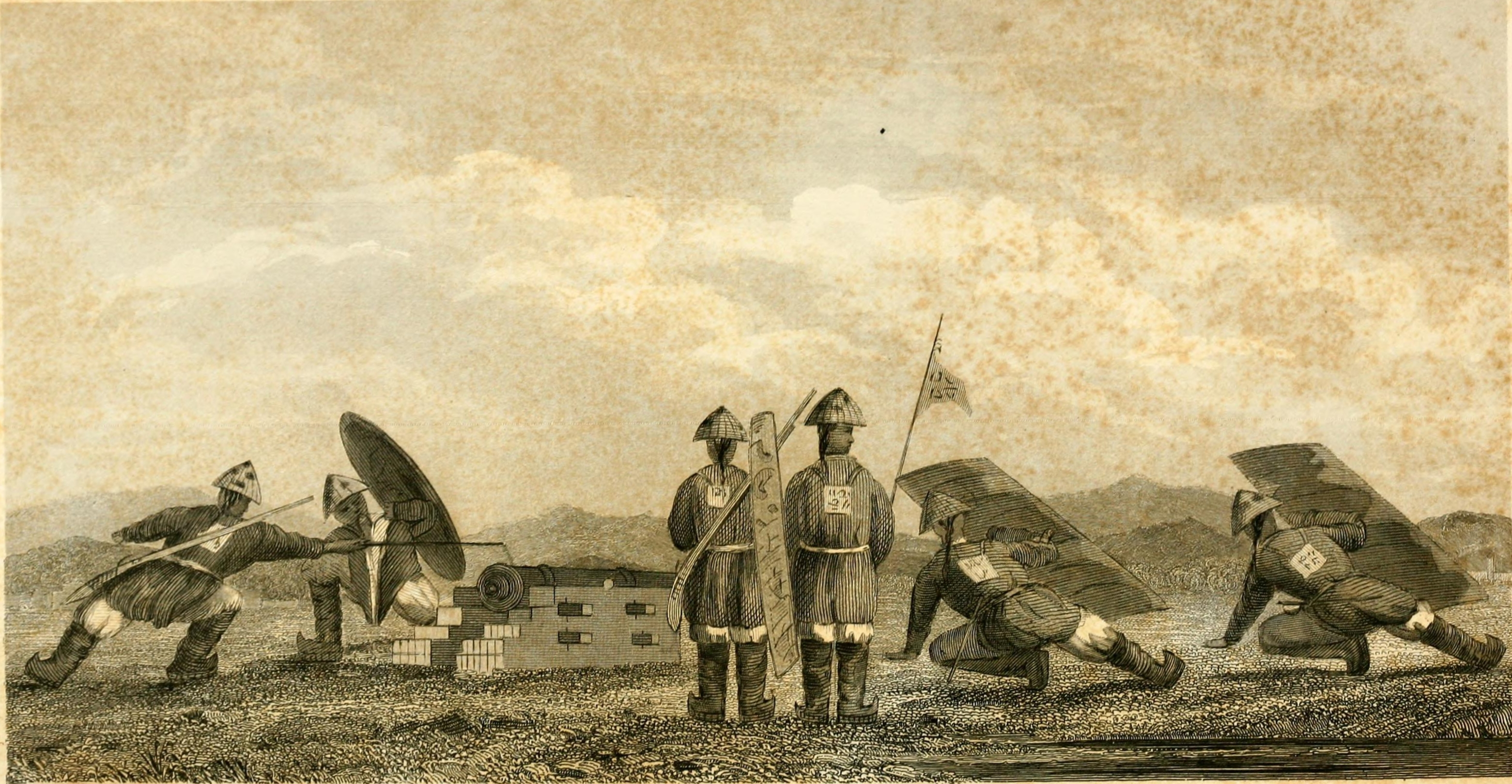
대포를 운용하는 녹영의 병사 (19세기 중반)

## 병력
각 성에 주둔한 녹영은 진(鎭)을 최고의 전력 단위와 영(營)을 최소 단위로 했다. 《건륭대청회전칙례》(乾隆大淸會典則例)는 청대 중기의 녹영의 총 병력수가 기재되어 있으며, 이것에 따르면 전국의 녹영은 66진, 1,169영이었다고 기록되어 있다.